# Wong Kar-wai
Dans ce nom chinois, le nom de famille, Wong, précède le nom personnel.
Wong Kar-wai est un réalisateur, scénariste et producteur chinois né le 17 juillet 1958 à Shanghai. Figure centrale du cinéma hongkongais, ses films figurent fréquemment sur les listes des meilleurs au niveau national et international.

## Biographie

### Enfance
Né à Shanghai, il émigre à Hong Kong avec sa mère à l'âge de cinq ans. Son père, directeur d'hôtel, qui aurait dû les rejoindre avec ses deux autres enfants, reste bloqué en Chine par la révolution culturelle. La séparation dure une dizaine d'années. Cet exil familial, doublé d'un exil culturel et linguistique (le jeune Wong Kar-wai ne parle que le mandarin, il éprouve des difficultés pour s'adapter au cantonais de Hong Kong), explique peut-être l'importance de la séparation, de l'errance (thème récurrent de l'« oiseau sans pattes » qui ne se pose que pour mourir), et surtout de la mémoire dans l'œuvre du cinéaste.
Dès cette période, il fréquente assidûment les cinémas avec sa mère, et est marqué par le cinéma « classique » hollywoodien.
Étudiant en arts graphiques à l'École Polytechnique de Hong Kong, il se passionne pour la photographie. Il découvre le cinéma européen, et notamment les cinéastes français de la Nouvelle Vague. Il obtient son diplôme en 1980.

### Débuts au cinéma
Après être entré comme assistant de production pour la chaîne Hong Kong Television Broadcasts (HKTVB), il devient scénariste de télévision à plein temps et écrit notamment le « soap opera » Don't Look Now qui est un grand succès.
Il quitte la chaîne pour entrer dans le département scénario de Cinema City qu'il quitte pour devenir indépendant. Il est crédité de plus de 10 scénarios entre 1982 et 1987, comédies romantiques, drames ou film de kung fu mais il prétend en avoir écrit cinq fois plus sans crédit officiel. Il considère Final Victory (最後勝利, 1986) une comédie sombre réalisée par Patrick Tam comme son meilleur scénario. Celui-ci produira le premier film de Wong.

### Réalisateur
Il commence sa carrière de réalisateur en 1988 avec le polar As Tears Go By, un genre en vogue à l'époque depuis l'énorme succès du Syndicat du crime de John Woo. Son second film Nos années sauvages sort en 1990. À partir de ce film, la majeure partie de son œuvre deviendra indissociable de la collaboration avec le chef-opérateur Christopher Doyle,  jusqu’en 2006. Ce drame sur une jeunesse sans but dans les années 1960 lui permet de fixer son style : des scènes elliptiques sur la mémoire et la mélancolie autour de personnages marginaux. Le film est un échec commercial mais est aujourd'hui considéré par les critiques comme un des meilleurs films de Hong Kong. On le décrit comme une version cantonaise de La Fureur de vivre.
Il crée sa propre compagnie indépendante de production, appelée Jet Tone Films Ltd. Son partenaire dans celle-ci est Jeffrey Lau, un réalisateur et producteur dont le travail est plus proche des films de Hong Kong commerciaux.[réf. nécessaire]
Dans les années 1990 Wong réalise plusieurs films produits par Jet Tone qui lui permet de travailler à son propre rythme.
Parmi eux, Chungking Express (1994), et Les Anges déchus (Fallen Angels). Il avait en tête une histoire trop longue pour un seul film et l'a séparé en deux. Le premier, filmé caméra sur l’épaule pendant quelques semaines dans, entre autres, l'immeuble Chungking, relate deux histoires reliées uniquement par la rencontre fortuite à un instant T de deux personnages, chacun le héros de sa propre histoire (« À cet instant, seul un millimètre nous séparait. Dans quelques heures, cette femme va tomber amoureuse d'un autre homme »). Le deuxième, quant à lui, est une errance nocturne dans les rues de Hong Kong avec des personnages plus marginaux les uns que les autres : un assassin, sa partenaire et une prostituée, ainsi qu'un jeune énergumène et une jeune femme.
Les Cendres du temps (1994) sort entre Chungking Express et Les Anges déchus et permet à Wong d'appliquer son approche à un Wu Xia Pian, film de sabre. Les prises de vue dans la Chine continentale repoussées pendant plus d'un an firent du film un des désastres commerciaux les plus retentissants du cinéma de Hong Kong. Néanmoins, le film est d'une très grande qualité. L'histoire, adaptée d'un célèbre roman de Jin Yong, se concentre sur les relations amoureuses des personnages.

### Consécration
Sa première reconnaissance internationale est son prix de la mise en scène qu'il gagne au Festival de Cannes pour Happy Together en 1997. Un film associé à une bande originale éclectique entre tango et instrumentaux de Frank Zappa pour relater l'aventure houleuse d'un couple gay vivant expatrié à Buenos Aires.
Malgré son passé de scénariste, une des marques du style de Wong comme réalisateur est son utilisation de l’improvisation et de l’expérimentation plutôt que l'application à suivre un scénario écrit. 
Cela a été souvent une source de problèmes pour ses acteurs, ses alliés financiers ainsi que d'autres personnes liées à ses films.[réf. nécessaire]
Si pour Chungking Express, le fait d'avoir tourné caméra à l’épaule sans scénario en quelques semaines n'a pas causé trop de problèmes, pour 2046, c'était un casse-tête et Wong Kar-Wai en était devenu impopulaire dans le milieu cinématographique asiatique. Il passait son temps à réfléchir sur le plateau, contraignant les acteurs à venir souvent pour ne rien tourner. Il tournait beaucoup de scènes imaginaires, autant de vies alternatives données aux personnages, mais les supprimait au fur et à mesure du montage. À cause de cela, Maggie Cheung et Dong Jie s'étaient brouillées avec le réalisateur.
En 2000, Wong réalise un vieux projet avec In the Mood for Love où il recrée le Hong Kong de son enfance, celui des années 1960. L'acteur principal, Tony Leung Chiu-wai, obtient le prix d'interprétation masculine du Festival de Cannes. Le film est un immense succès en France : plus de 1,2 million d'entrées – ce qui est exceptionnel pour une œuvre alors uniquement disponible en VOST.[réf. nécessaire]
En 2003, il profite de l'interruption du tournage de 2046 due à l'épidémie de SRAS pour réaliser La Main, une des trois parties du film Eros (les deux autres étant réalisées par Antonioni et Soderbergh) qui sort en salles en 2004.
En 2005, grâce au soutien de producteurs européens, il achève 2046. Cinq années de tournage ont été nécessaires (dont 6 mois avec Maggie Cheung… qui n'apparaît que quelques secondes) à Shanghai, Hong Kong, Bangkok, et Macao.
Wong Kar-wai a travaillé pour tous ses films avec le chef-opérateur Christopher Doyle sauf pour son premier film As Tears Go By, jusqu'à la séparation (pour My Blueberry Nights). Il a confié les décors, les costumes et le montage de ses derniers films à William Chang (en).

## Filmographie

### Films courts
Wong Kar-wai a réalisé plusieurs courts-métrages, publicités télévisuelles et clips vidéo.
Il a réalisé des publicités pour le designer Takeo Kikuchi avec Tadanobu Asano et Karen Mok, pour Motorola en 1998 avec Faye Wong et également Tadanobu Asano et plus récemment pour Lacoste avec Chang Chen et Diane MacMahon. On peut aussi citer celles pour Suntime Wine avec Tony Leung Chiu-wai et Maggie Cheung, pour JC Decaux, pour Lancôme avec Clive Owen ou encore pour un parfum de Dior avec Eva Green (sur une chanson de Muse). Il réalise la publicité pour la nouvelle Ambilight (Aurea) de Philips avec There's only one sun en 2007.
Wong a également réalisé un clip vidéo pour le duo de Tony Leung Chiu-wai avec Niki, une chanson de la bande originale de In the mood for love également sur l’album de Tony Leung Chiu-wai. Il a réalisé le clip de Six Days pour DJ Shadow avec Chang Chen et Danielle Graham.
Son court-métrage Hua Yang De Nian Hua est un montage de scène de vieux films chinois considérés comme perdus jusqu’à ce que des copies nitrates soient retrouvées dans des entrepôts californiens. Il a été montré en 2001 au Festival de Berlin.

### Festivals
En 2006, il préside au Jury du festival de Cannes et devient ainsi le tout premier réalisateur chinois à avoir cet honneur.
En 2013, il préside au Jury du festival de Berlin 2013.
En 2017, il reçoit le Prix Lumière au Festival Lumière à Lyon pour l'ensemble de sa carrière.
En 2018 il est président du jury du 8e Festival international du film de Beijing.

### Réalisateur

#### Longs métrages
- 1988 : As Tears Go By (旺角卡門)
- 1990 : Nos années sauvages (阿飛正傳, Days of Being Wild)
- 1994 : Chungking Express (重慶森林)
- 1994 : Les Cendres du temps (東邪西毒, Ashes of Time)
- 1995 : Les Anges déchus (墮落天使, Fallen Angels)
- 1997 : Happy Together (春光乍洩)
- 2000 : In the Mood for Love (花樣年華)
- 2004 : 2046
- 2007 : My Blueberry Nights (藍莓之夜)
- 2013 : The Grandmaster (一代宗师, Yut doi jung si)

Projets
- 20xx : The Lady from Shanghai

#### Autres
- 1995 : wkw/tk/1996@7'55"hk.net
- 2000 : Hua Yang De Nian Hua (en) (花樣的年華) (court métrage)
- 2001 : The Hire: The Follow
- 2002 : Six Days - clip pour DJ Shadow (album The Private Press)
- 2004 : Eros - segment La Main (The Hand)
- 2007 : Chacun son cinéma - segment I Travelled 9 000 km To Give It To You
- 2007 : There's Only One Sun
- 2023 : Blossoms Shanghai (en) (繁花) (série en 30 épisodes)

### Scénariste
Wong Kar-wai a écrit de nombreux scénarios avant de venir à la réalisation.
- 1982 : Once Upon a Rainbow d'Agnes Ng
- 1983 : Just for Fun de Frankie Chan
- 1984 : Silent Romance de Frankie Chan
- 1985 : Chase a Fortune de Liu Wai-hung
- 1985 : Intellectual Trio de Guy Lai
- 1985 : Unforgettable Fantasy de Frankie Chan et Norman Law Man
- 1986 : Sweet Surrender de Frankie Chan
- 1986 : Rosa de Joe Cheung
- 1986 : Goodbye My Her de Frankie Chan
- 1987 : The Final Test de Lo Kin
- 1987 : Final Victory de Patrick Tam
- 1987 : Goodbye My Hero de Frankie Chan
- 1987 : Flaming Brothers aka Dragon and Tiger Fight de Joe Cheung
- 1987 : The Haunted Cop Shop of Horrors de Jeffrey Lau
- 1988 : The Haunted Cop Shop of Horrors 2 de Jeffrey Lau
- 1988 : Walk on Fire de Norman Law
- 1990 : Return Engagement de Joe Cheung
- 1991 : Saviour of the Soul de Corey Yuen, David Lai et Jeffrey Lau
- 1992 : 92 Legendary La Rose Noire de Jeffrey Lau (coscénariste non crédité)

### Producteur
Wong Kar-wai a également produit tous ses films à travers la société Jet Tone depuis 1993 à l’exception des Cendres du temps, un projet commencé des années auparavant.
Il a aussi produit par Jet Tone d’autres films dont certains réalisés par Jeffrey Lau.
- 1987 : Flaming Brothers aka Dragon and Tiger Fight de Jeffrey Lau
- 1993 : The Eagle Shooting Heroes de Jeffrey Lau
- 1997 : First Love: the Litter on the Breeze d'Eric Kot
- 2002 : Chinese Odyssey 2002 de Jeffrey Lau
- 2003 : Sound of Colors de Joe Ma
- 2016 : See You Tomorrow de Zhang Jia-jia

## Distinctions

### Distinctions honorifiques
- 2006 :  Chevalier de la Légion d'honneur
- 2013 :  Commandeur de l'ordre des Arts et des Lettres
- 2017 : Prix Lumière pour l'ensemble de sa carrière
- 2018 : Doctorat honoris causa de l'université Harvard[5]

### Récompenses
Sélectionné près d'une trentaine de fois dans différents festivals internationaux, il y a remporté de nombreux prix.
- Hong Kong Film Awards 1991 : Prix du meilleur film, meilleur réalisateur et meilleure direction artistique  pour Nos années sauvages
- Hong Kong Film Awards 1995 : Prix du meilleur film et meilleur réalisateur pour Chungking Express
- Hong Kong Film Critics Society Awards 1995 : Prix du meilleur réalisateur et meilleur scénario pour Les Cendres du temps
- Festival de Cannes 1997 : Prix de la mise en scène pour Happy Together
- Arizona International Film Festival 1998 : Prix du meilleur film étranger pour Happy Together
- Prix du cinéma européen 2000 : Prix du cinéma européen du meilleur film non-européen pour In the Mood for Love
- Festival de Cannes 2000 : Prix de la Commission Supérieure Technique pour In the Mood for Love
- César 2001 : César du meilleur film étranger pour In the Mood for Love
- German Film Awards 2001 : Prix du meilleur film étranger pour In the Mood for Love
- Hong Kong Film Critics Society Awards 2001 : Prix du meilleur réalisateur pour In the Mood for Love
- Valdivia International Film Festival 2001 : Prix du meilleur film pour In the Mood for Love
- Argentinean Film Critics Association Awards 2002 : Prix du meilleur film étranger pour In the Mood for Love
- Fotogramas de Plata 2002 : Prix du meilleur film étranger pour In the Mood for Love
- Prix du cinéma européen 2004 : Prix du meilleur film étranger pour 2046
- Mainichi Film Concours 2005 : Prix du meilleur film étranger, pour 2046
- Sant Jordi Awards 2005 : Prix du meilleur film étranger pour 2046
- Hong Kong Film Awards 2013 : Prix du meilleur film, meilleur réalisateur pour The Grandmaster
- Asian Film Awards 2014 : Prix du meilleur réalisateur pour The Grandmaster